# فرودگاه بین‌المللی مائه فه لوانگ-چینگ رایی
فرودگاه بین‌المللی مائه فه لوانگ-چینگ رایی (به انگلیسی: Mae Fah Luang-Chiang Rai International Airport) یک فرودگاه همگانی مسافربری با کد یاتا CEI است که یک باند فرود آسفالت دارد و طول باند آن ۳۰۰۰ متر است. این فرودگاه در کشور تایلند قرار دارد و در ارتفاع ۳۹۰ متری از سطح دریا واقع شده است.

## شرکت‌های هواپیمایی و مقصدهای پروازی
| شرکت‌های هواپیمایی      | مقصدهای پروازی                                                                          |
| ---------------------- | --------------------------------------------------------------------------------------- |
| بانکوک ایرویز          | سووارنابومی                                                                             |
| بیجینگ کپیتال ایرلاینز | هایکو میلان                                                                             |
| هواپیمایی شرقی چین     | کونمینگ چانگشوی                                                                         |
| هنگ کنگ اکسپرس         | هنگ کنگ                                                                                 |
| Nok Air                | دن موئنگ                                                                                |
| تای ایرآسیا            | دن موئنگ، هت یای                                                                        |
| Thai Lion Air          | دن موئنگ، چانگشا هوانگهوا (آغاز از ۱۰ اوت ۲۰۱۷)، بایون گوآنگجو (آغاز از ۲ سپتامبر ۲۰۱۷) |
| Thai Smile             | سووارنابومی                                                                             |
| Thai Vietjet Air       | پوکت                                                                                    |